# Żabia Wola (gromada w powiecie grodziskomazowieckim)
Żabia Wola – dawna gromada, czyli najmniejsza jednostka podziału terytorialnego Polskiej Rzeczypospolitej Ludowej w latach 1954–1972.
Gromady, z gromadzkimi radami narodowymi (GRN) jako organami władzy najniższego stopnia na wsi, funkcjonowały od reformy reorganizującej administrację wiejską przeprowadzonej jesienią 1954 do momentu ich zniesienia z dniem 1 stycznia 1973, tym samym wypierając organizację gminną w latach 1954–1972.
Gromadę Żabia Wola z siedzibą GRN w Żabiej Woli utworzono – jako jedną z 8759 gromad na obszarze Polski – w powiecie grodziskomazowieckim w woj. warszawskim, na mocy uchwały nr VI/10/4/54 WRN w Warszawie z dnia 5 października 1954. W skład jednostki weszły obszary dotychczasowych gromad Bukówka Nowa, Bukówka Stara, Huta Żabiowolska, Jastrzębnik, Kaleń, Kaleń Towarzystwo, Rumianka i Żabia Wola ze zniesionej gminy Skuły oraz obszary dotychczasowych gromad Przeszkoda, Władysławów i Wycinki Osowskie, a także wieś Zalesie z dotychczasowej gromady Zalesie i wieś Józefina z dotychczasowej gromady Osowiec, ze zniesionej gminy Grodzisk (Maz.) w tymże powiecie. Dla gromady ustalono 14 członków gromadzkiej rady narodowej.
31 grudnia 1959 do gromady Żabia Wola przyłączono wieś Siestrzeń ze znoszonej gromady Książenice w tymże powiecie.
31 grudnia 1961 do gromady Żabia Wola włączono obszar zniesionej gromady Ojrzanów w tymże powiecie.
Gromada przetrwała do końca 1972 roku, czyli do kolejnej reformy gminnej. 1 stycznia 1973 w powiecie grodziskomazowieckim utworzono gminę Żabia Wola.